# Agrotis rutae
Agrotis rutae är en fjärilsart som beskrevs av Hans Rebel 1939. Agrotis rutae ingår i släktet Agrotis och familjen nattflyn. Inga underarter finns listade i Catalogue of Life.